# کشتی حمل مایعات

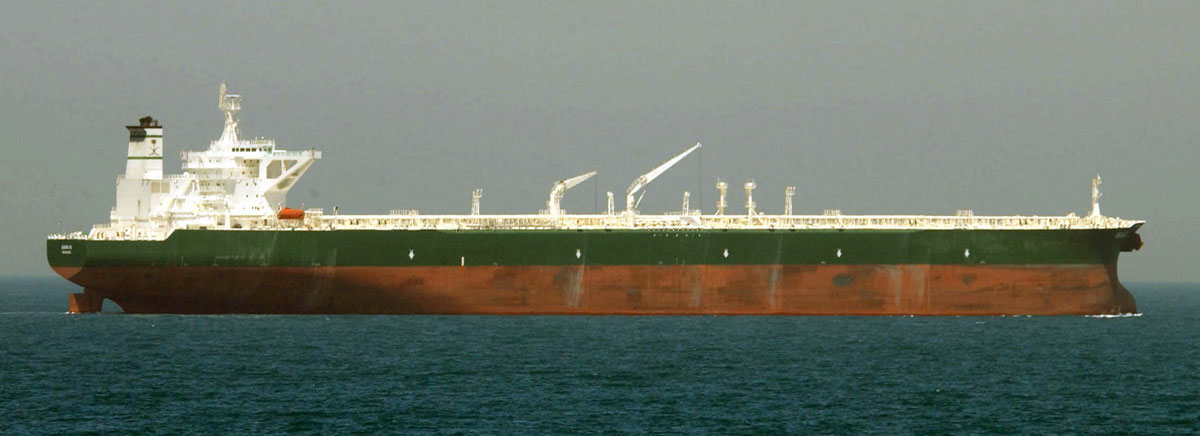
نفتکش تجاری فوق بزرگ AbQaiq

به گونه‌ای کشتی تجاری که برای ترابری مایعات به صورت فله طراحی شده‌است کشتی حمل مایعات می‌گویند. گونه‎‌های اصلی این‌گونه از کشتی‌های عبارتند از نفت‌کش، کشتی حمل‌ مواد شیمیایی و کشتی حمل گاز و کالا های ضروری فاسد نشدنی.

## ظرفیت مخزن‌ها
کشتی‌های حمل مایعات براساس ظرفیتشان دسته‌بندی می‌شوند.
| رده               | طول (متر) | عرض (متر) | آبخور (متر) | کمترین DWT  | بیشترین DWT |
| ----------------- | --------- | --------- | ----------- | ----------- | ----------- |
| Seawaymax         | ۲۲۶       | ۲۴        | ۷٫۹۲        | ۱۰٬۰۰۰ DWT  | ۶۰٬۰۰۰ DWT  |
| Panamax           | ۲۲۸٫۶     | ۳۲٫۳      | ۱۲٫۶        | ۶۰٬۰۰۰ DWT  | ۸۰٬۰۰۰ DWT  |
| Aframax           | ۲۵۳       | ۴۴٫۲      | ۱۱٫۶        | ۸۰٬۰۰۰ DWT  | ۱۲۰٬۰۰۰ DWT |
| Suezmax           |           |           | ۱۶          | ۱۲۰٬۰۰۰ DWT | ۲۰۰٬۰۰۰ DWT |
| VLCC (Malaccamax) | ۳۳۰       | ۶۰        | ۲۰          | ۲۰۰٬۰۰۰ DWT | ۳۱۵٬۰۰۰ DWT |
| ULCC              |           |           |             | ۳۲۰٬۰۰۰ DWT | ۵۵۰٬۰۰۰ DWT |

تقریباً نزدیک به ۳۸۰ کشتی در اندازه‌هایی حدود ۲۷۹٬۰۰۰ DWT تا ۳۲۰٬۰۰۰ DWT هستند که نسبت به VLCC‌های بزرگتر رایج تر هستند. در جهان فقط هفت کشتی بزرگ‌تر از این اندازه‌ها وجود دارد و حدود ۹۰ کشتی با اندازه‌های مابین ۲۲۰٬۰۰۰ DWT و ۲۷۹٬۰۰۰ DWT وجود دارند.